# Têche
Têche és un municipi francès, situat a la regió d'Alvèrnia-Roine-Alps, al departament de la Isèra. El 2021 tenia 591 habitants.